# Allarps bjär
Allarps bjär är ett naturreservat i Höörs kommun.
Den norra delen av reservatet består av en basaltkupp som är en av ett flertal slocknade vulkaner i Skåne. Basaltkupper är resterna av de vulkaner som var aktiva under jura och tidig krita. På ett par platser kan man se de sexkantiga pelarna av den stelnade magman från kraterröret. Den södra delen består huvudsakligen av ädellövskog. Allarps bjär har troligen varit skogklätt under lång tid då branterna har varit svåra att nyttja för skogsbruk och bete.
Allarps bjär ansluter i sydväst till naturreservatet Södra Hultarp naturreservat. Större delen av Allarps bjär är även natura 2000-område.
Bjär är ett gammalt skånskt (östdanskt) ord för berg.

## Flora och fauna
På "vulkanens" topp växer alm, ask, avenbok, lind, lönn och sötkörsbär. Sluttningarna och lövskogen i söder består av ek-, bok- och avenbokskog. Markfloran är mycket rik med arter som aklejruta, blåsippa, gulplister, gulsippa, humleblomster, hålnunneört, myskmadra, skogsbingel, skånsk nunneört, storrams, ramslök, vitsippa, och vårärt. Även lavar, mossor och svampar är rikt representerat med sällsynta arter som askvårtlav, fjällsopp, liten lundlav, cinnoberspindling och västlig husmossa. I reservatet har 11 arter av fladdermöss registrerats varav 5 är rödlistade . Arterna är framförallt Barbastell, som är upptagen på EU:s art- och habitatlista, men också Nordfladdermus, Nymffladdermus, Fransfladdermus och Brunlångöra.

## "Karrastenen"
Vid skåneleden, Ås till Åsleden, finns en mossfri men i övrigt oansenlig sten benämnd "Karrastenen". "Karrastenen" ligger längs den gamla vägen från dansbanan, det sägs att drängarna utmanade varandra och den som klarar av att lyfta stenen är enligt traditionen en riktig karl.

## Vägbeskrivning
Från riksväg 13 i Munkarp, cirka 6 km väster om Höör, tar man av norrut mot Hallaröd. I Hallaröd tar man av norrut på en grusväg som är skyltad till reservatet. Efter cirka 2 km är man framme vid Allarps bjär.

## Galleri

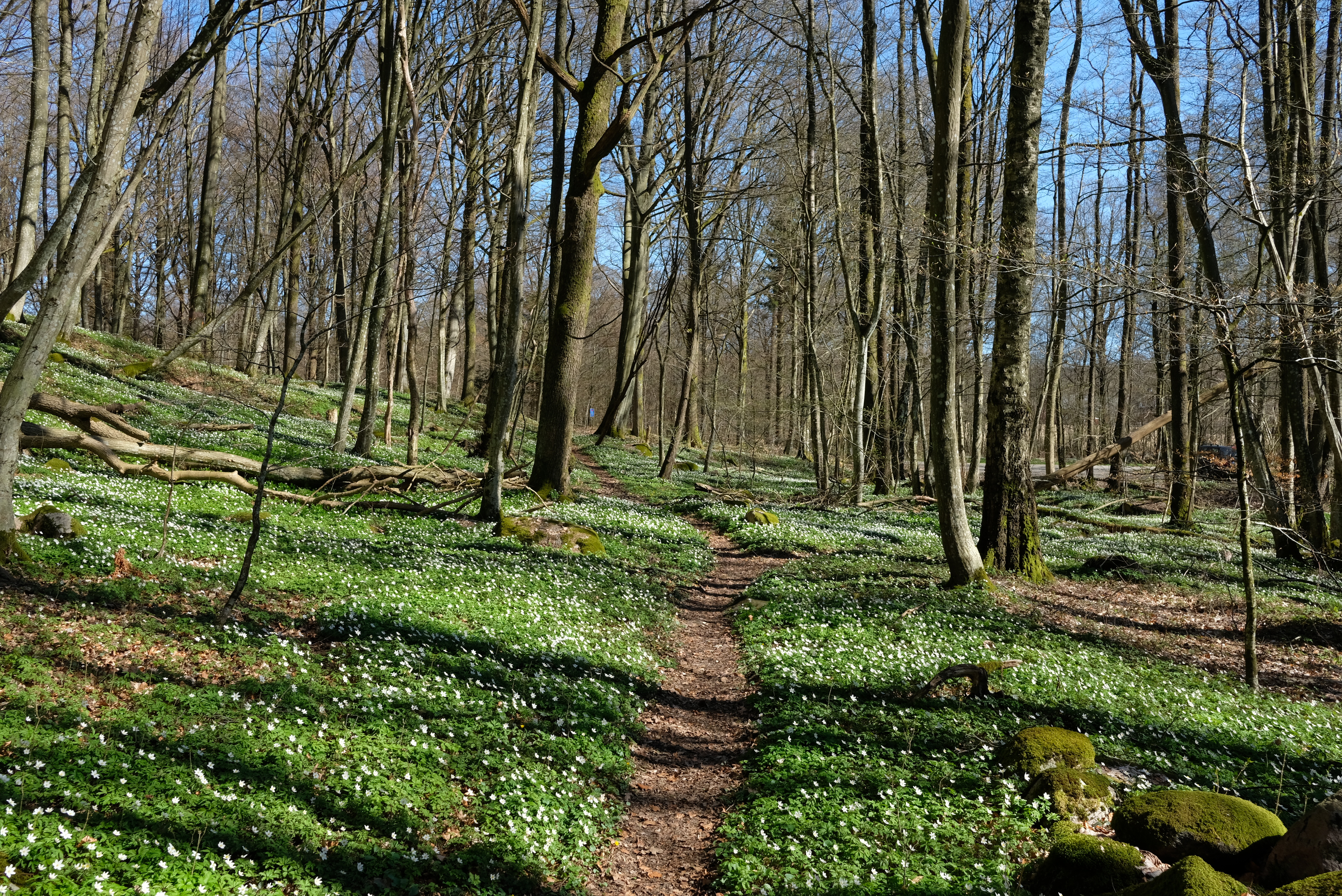
Allarps bjärs naturreservat på våren
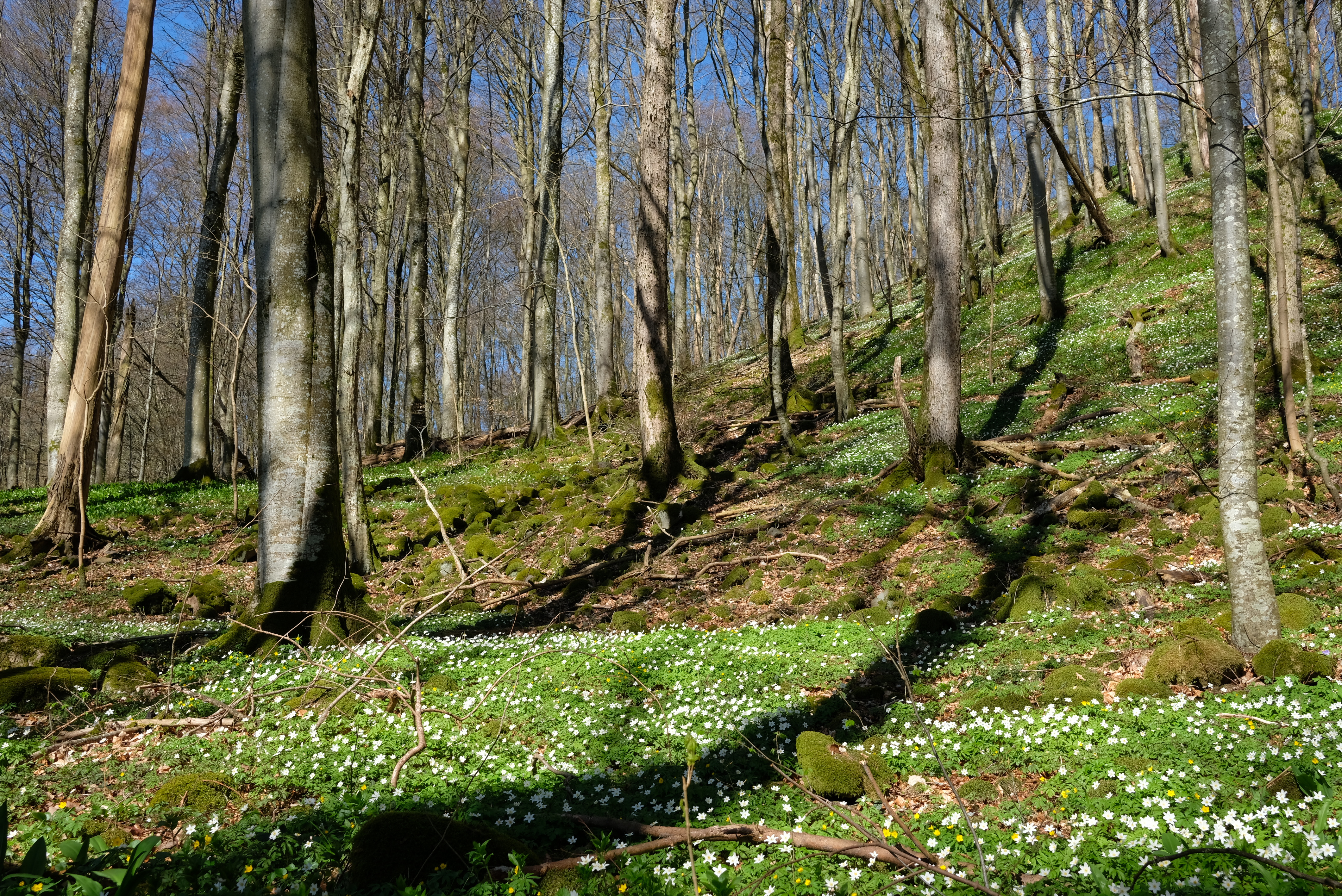
Allarps bjärs naturreservat på våren
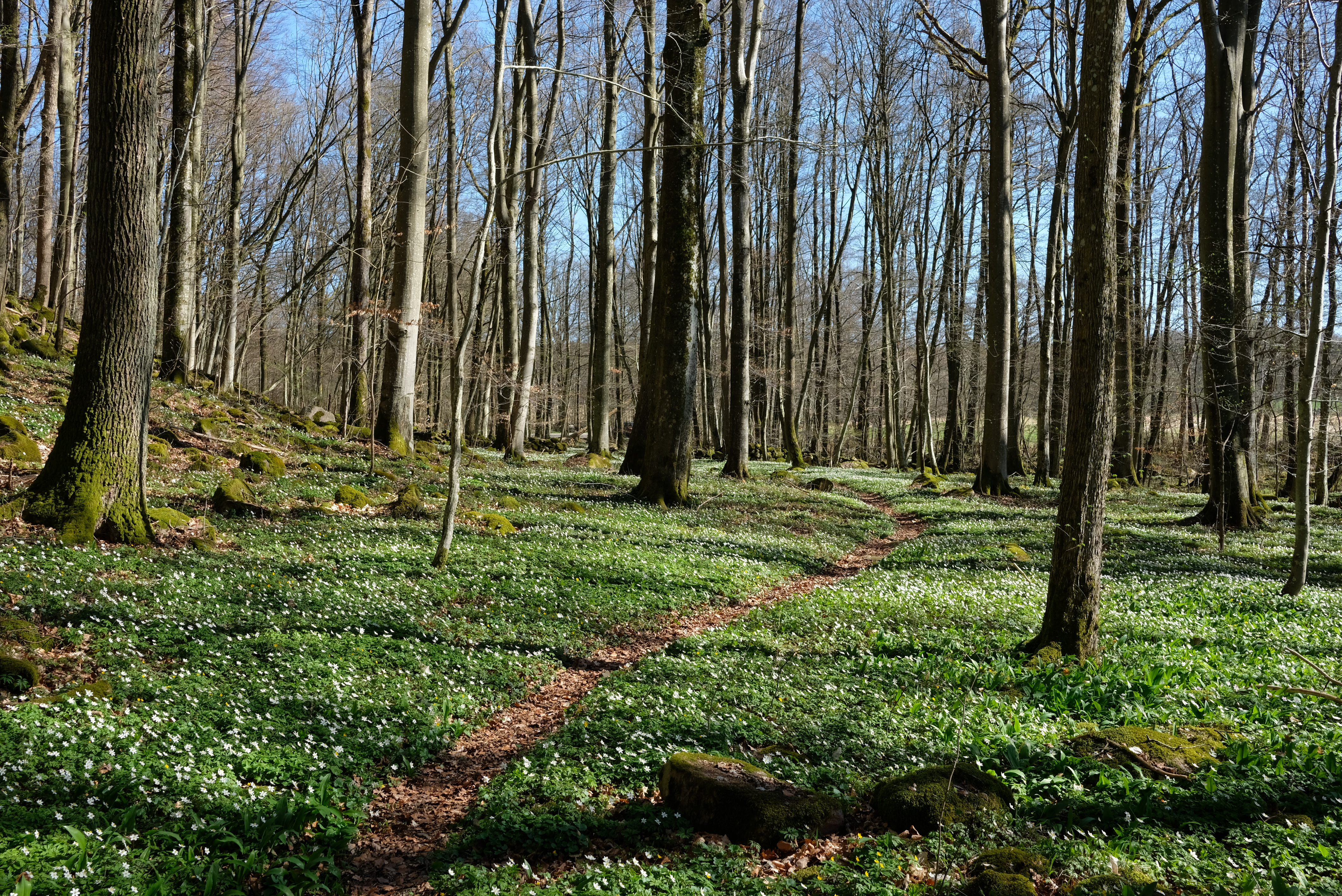
Allarps bjärs naturreservat på våren
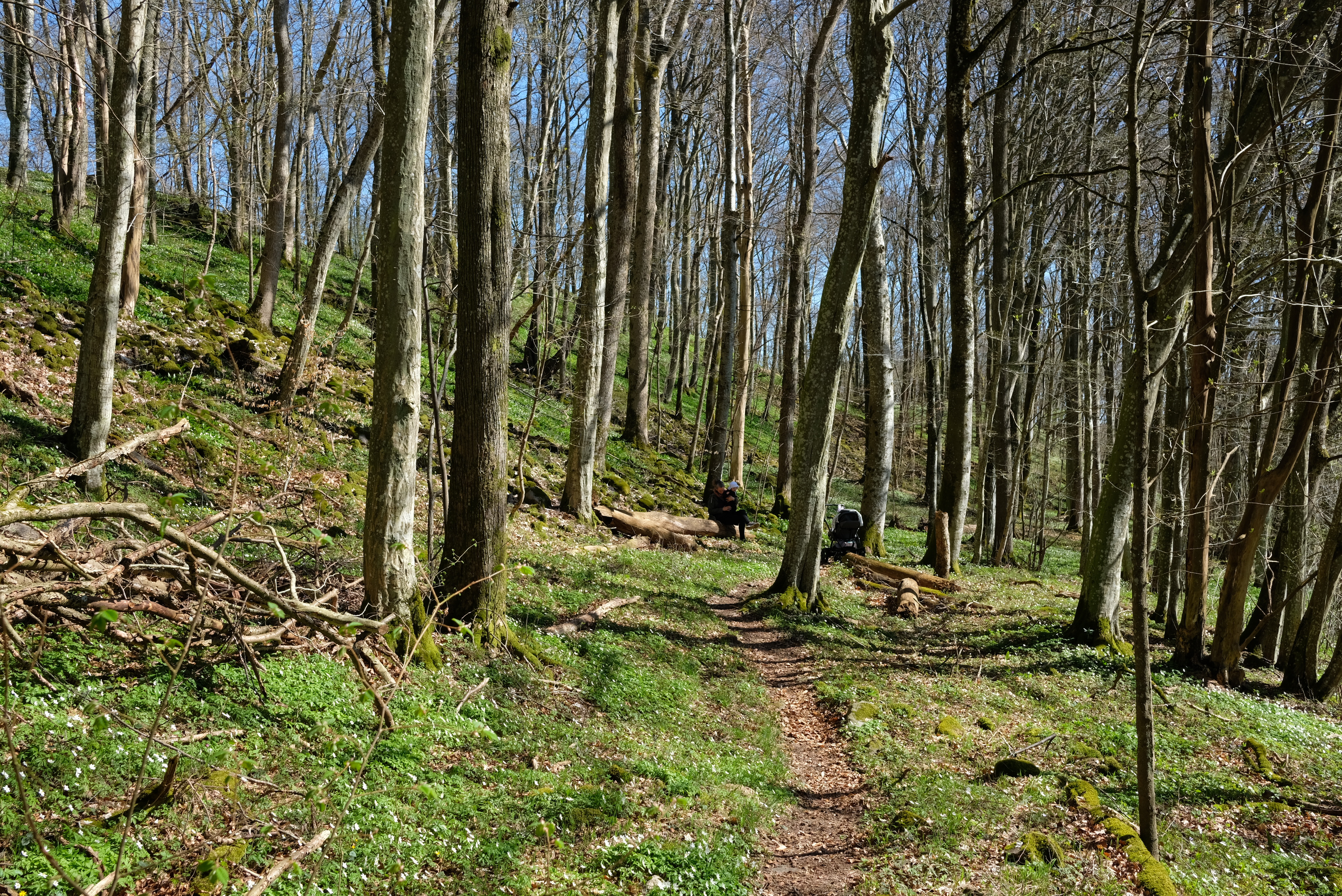
Allarps bjärs naturreservat på våren